# Reimer (Familienname)
Reimer ist ein deutscher Familienname.

## Namensträger

### A
- A. James Reimer (Allen James Reimer; 1942–2010), kanadischer Theologe
- Adolf Reimer (1911–2004), deutscher Architekt
- Alexandra Reimer (* 1972), deutsche Schauspielerin
- Anthony Reimer, US-amerikanischer Komponist und Musikpädagoge
- Anton Reimer (1904–1970), deutscher Schauspieler und Synchronsprecher
- Arne Reimer (* 1972), deutscher Fotograf und Autor

### B
- Brittany Reimer (* 1988), kanadische Schwimmerin

### C
- Carl Ludwig Reimer (1856–1921), deutscher Chemiker
- Christian Reimer (* 1943), deutscher Psychotherapeut, Psychiater und Hochschullehrer
- Christine Reimer (* 1966), deutsche Schauspielerin und Sängerin

### D
- Daniela Reimer (* 1982), deutsche Ruderin
- David Reimer (1965–2004), kanadisches Sexualmedizin-Opfer
- David Reimer (Mathematiker) (* 1962), US-amerikanischer Mathematiker
- David Dale Reimer, US-amerikanischer Diplomat, Botschafter in Sierra Leone
- Dennis Reimer (* 1939), US-amerikanischer General
- Dietrich Reimer (1818–1899), deutscher Verleger

### E
- Edvard Reimer (* 1935), grönländischer Kaufmann und Landesrat
- Ekkehart Reimer (* 1969), deutscher Rechtswissenschaftler
- Elin Reimer (1928–2022), dänische Schauspielerin
- Eduard Reimer (1896–1957), deutscher Rechtswissenschaftler
- Erich Reimer (Politiker) (1902–1976), deutscher Politiker und Journalist
- Erich Reimer (Musikwissenschaftler) (* 1940), deutscher Musikwissenschaftler
- Ernst Maier-Reimer (1944–2013), deutscher Ozeanograph und Klimaforscher
- Evi Grünenwald-Reimer (* 1964), Schweizer Schachspielerin

### F
- Franz Reimer (* 1971), deutscher Rechtswissenschaftler und Hochschullehrer
- Friedrich Reimer (1876–1945), deutscher evangelischer Geistlicher, Konsistorialrat und Superintendent
- Fritz Reimer (* 1931), deutscher Psychiater

### G
- Georg Reimer (Maler) (1828–1866), deutscher Genremaler der Düsseldorfer Schule
- Georg Reimer (Heimatforscher) (1882–1959), deutscher Heimatforscher und Autor
- Georg Reimer (Admiral) (1888–1974), deutscher Vizeadmiral
- Georg Andreas Reimer (1776–1842), deutscher Verleger
- Georg Ernst Reimer (1804–1885), deutscher Verleger und Politiker
- Gottfried Reimer (1911–1987), deutscher Kunsthistoriker und Kunstsammler
- Guido Reimer (* 1901), deutscher SS-Obersturmführer

### H
- Hans Reimer (Goldschmied) (?–1604), deutscher Goldschmied und Medailleur
- Hans Reimer (Pfarrer) (Hans H. Reimer; * 1941), deutscher evangelischer Pfarrer und Autor
- Hauke Reimer (* 1962), deutscher Wirtschaftsjournalist
- Heinrich Reimer (Archivar) (1848–1922), deutscher Historiker und Archivar
- Heinrich Reimer (Karatesportler) (* 1945), deutscher Karateka und Karatetrainer
- Helmut Reimer (* 1939), deutscher Informatiker und Manager
- Hermann Andreas Reimer (1825–1906), deutscher Arzt
- Hubert Reimer (1939–2015), deutscher Prähistoriker

### J
- Jakob Reimer (Benediktiner) (1877–1958), österreichischer Benediktinerabt
- Jakob Reimer (SS-Mitglied) (Jack Reimer; 1918–2005), sowjetisch-amerikanischer KZ-Wächter
- Jan Reimer (* 1953), deutscher Musiker und Astrologe
- James Reimer (* 1988), kanadischer Eishockeytorwart
- Jochen Reimer (* 1985), deutscher Eishockeytorwart
- Johannes Reimer (* 1955), deutscher Theologe

### K
- Karl Reimer (1845–1883), deutscher Chemiker
- Karl August Reimer (1801–1858), deutscher Buchhändler und Verleger
- Katrin Joos Reimer (* 1959), Schweizer Politikerin (Grüne)
- Klaas Reimer (1770–1837), mennonitischer Prediger und Gemeindegründer
- Konrad Reimer (1853–1915), deutscher Architekt

### L
- Lore Reimer (* 1947), russlanddeutsche Schriftstellerin

### M
- Manfred Reimer (* 1933), deutscher Mathematiker und Hochschullehrer

- Martin Reimer (* 1987), deutscher Radrennfahrer
- Matthäus Reimer (1581–1646), deutscher Philologe
- Max Reimer (Schauspieler) (um 1873–nach 1933), deutscher Schauspieler
- Max Reimer (Künstler) (1877–1970), deutscher Künstler
- Max Reimer (Politiker) (1921–1988), deutscher Gewerkschaftler und Politiker (SPD)
- Max Reimer (Manager), kanadischer Theatermanager
- Michael Reimer (* 1961), deutscher Fußballspieler

### N
- Nele Reimer (* 1996), deutsche Handballspielerin
- Nick Reimer (* 1966), deutscher Journalist
- Nicolaus Theodor Reimer (1772–1832), deutscher Mathematiker

### O
- Otto Reimer (1841–1892), deutscher Politiker und Gewerkschafter
- Otto Reimer (Journalist) (1912–?), deutscher Journalist

### P
- Patrick Reimer (* 1982), deutscher Eishockeyspieler
- Peter Reimer (Kameramann) (1936–2019), deutscher Kameramann
- Peter Reimer (Mediziner, 1959) (* 1959), deutscher Radiologe
- Peter Reimer (Musiker) (* 1964), deutscher Gitarrist und Sänger
- Peter Reimer (Mediziner, um 1966) (* um 1966), deutscher Internist, Hämatologe und Onkologe
- Philipp Reimer (* 1982), deutscher Jurist

### R
- Rachel Wilhelm-Reimer (* 1985), deutsche Handballspielerin
- Robert Reimer (* 1967), deutscher Dirigent
- Robin Reimer (* 1995), deutscher Kickboxer
- Rudolf Reimer (1819–1860), australischer Jurist, Journalist und Zeitungsherausgeber deutscher Herkunft

### S
- Siegfried Reimer (* 1942), deutscher Fußballspieler
- Siegfried Johannes Reimer (1815–1860), deutscher Mediziner

### T
- Thomas Reimer (Journalist) (1936–2011), deutscher Journalist
- Thomas Reimer (Musiker) (* 1955), österreichischer Jazzmusiker
- Thomas Reimer (Videodesigner) (* 1967), deutscher Videodesigner
- Thomas Wilhelm Reimer (1888–nach 1929), deutscher Schriftsteller

### U
- Uwe Reimer (1948–2004), deutscher Historiker

### W
- Wolfgang Reimer (* 1956), deutscher Verwaltungsbeamter